# Encephalitozoonidae
Encephalitozoonidae es una familia de microsporidios que forman pequeñas esporas unicelulares características del que se desarrolla un túbulo que funciona como vehículo por el cual el esporoplasma pasa a inocular una célula huésped. Como el tubo polar es fundamental en la transmisión de este organismo, un estudio más detenido de éstos puede llevar al desarrollo de nuevas estrategias terapéuticas y pruebas diagnósticas. 

## Patogenia
Los Encephalitozoonidae se asocian con infecciones humanas como la hepatitis, encefalitis, conjuntivitis, y sepsis.
Los Encephalitozoonidae se encuentran ampliamente distribuidos como parásitos de aves y mamíferos, por lo que, aunque no se han encontrado evidencias de ello, las infecciones pueden ser zoonóticas. En humanos causan infecciones crónicas en pacientes inmunosuprimidos por el VIH.